# Homna
Homna är ett underdistrikt i Bangladesh. Det ligger i den centrala delen av landet, 40 km öster om huvudstaden Dhaka.
Trakten runt Homna består till största delen av jordbruksmark. Runt Homna är det mycket tätbefolkat, med 1 956 invånare per kvadratkilometer.